# 細川延由
細川 延由（ほそかわ のぶよし、1973年5月17日 - ）は、日本の元男子バレーボール選手。

## 来歴
東京都中野区出身。東亜学園高校時代には、高校3冠を達成。亜細亜大学へ進学。
1996年4月、大学卒業後、NECブルーロケッツに入団。入団後、ミドルブロッカーからレフトへ転向した。
2001年、全日本代表に初選出され、2001年ワールドグランドチャンピオンズカップ、2002年世界選手権、2003年ワールドカップに出場。2004年アテネオリンピックバレーボール世界最終予選まで代表を務め、全日本ではキャプテンも務めた。
2008年5月、現役を引退。
2025年時点ではNECレッドロケッツ川崎アカデミーでコーチを務めている。

## 球歴
- 全日本代表 - 2001-2004年
  - 世界選手権 - 2002年
  - ワールドカップ - 2003年
  - ワールドグランドチャンピオンズカップ - 2001年

## 受賞歴
- 2005年 - 第11回Vリーグ ベスト6

## 所属チーム
- 東亜学園高等学校
- 亜細亜大学
- NECブルーロケッツ（1996-2008年）